# Myliobatis australis
Espèce
Statut de conservation UICN

 LC  : Préoccupation mineure
Myliobatis australis est une espèce de raies de la famille des Myliobatidae.

## Distribution
Cette espèce se rencontre à proximité de l'Australie et de la Nouvelle-Zélande.

## Référence
- Macleay, 1881 : A descriptive catalogue of Australian fishes. Part IV. Proceedings of the Linnean Society of New South Wales, vol. 6, p. 202-387.